# ベルガモ-アルビーノ・トラム
ベルガモ-アルビーノ・トラム（イタリア語: Tranvia Bergamo-Albino）は、イタリアの都市・ベルガモとアルビーノを結ぶライトレール。T1号線という系統名で呼ばれており、ベルガモ電気軌道会社（Tramvie Elettriche Bergamasche、TEB）による運営が行われている。

## 歴史
イタリアの都市・ベルガモとアルビーノの間には、かつて1886年に開通した鉄道路線（セリアーナ渓谷線）が存在し、最盛期にはアルビーノからの延伸区間や支線を含めて40 km以上の鉄道網が存在していた。しかし、第二次世界大戦後のモータリーゼーションによる利用客の減少を受け、1960年代までに全区間とも廃止された。また、それ以外にもベルガモとアルビーノの間には路面電車（ベルガモ-アルビーノ市電）が1912年から運行していたが、こちらも1953年までに廃止されている。
それ以降、セリアーナ渓谷線の廃線跡は長らく国有資産となっていたが、1992年から1993年にかけてベルガモが属するロンバルディア州へと移管された。これは廃線跡を活かした新たな鉄道路線（ライトレール）を建設する計画の一環であり、2000年に同州はベルガモ市と共に計画を実行する事業者としてベルガモ電気軌道会社（TEB S.p.a.）を設立した。以降、2002年から建設が開始されたものの、建設会社の財政難による再度の入札や老朽化した施設の更新といった要因で期間は長期に及んだ。そして2009年4月24日にベルガモとアルツァーノ・ロンバルドを結ぶ区間が開通し、同年6月10日にアルビーノまでの全線で営業運転を開始した。
開通から3年後の2012年の時点で利用客の総数は900万人以上を記録し、沿線の自家用車の交通量の減少などの効果も確認されている。更に開通から10年後の2019年の時点で利用客の総数は3,350万人以上となっている。

## 路線
2025年現在、ベルガモ-アルビーノ・トラム（T1号線）はベルガモとアルビーノの間を結ぶ、全長12.5 kmの路線である。前述の通り、経由区間の大半はセリアーナ渓谷線の廃線跡の地盤を利用して建設が行われており、全体の35 %は緑化軌道となっている。路線内には起終点を含めて16箇所の電停（駅）が存在する。ベルガモ電気軌道会社の本社や運行管理センターに隣接した車庫はトッレ・ボルドーネ - ラーニカの間に1箇所設けられている。

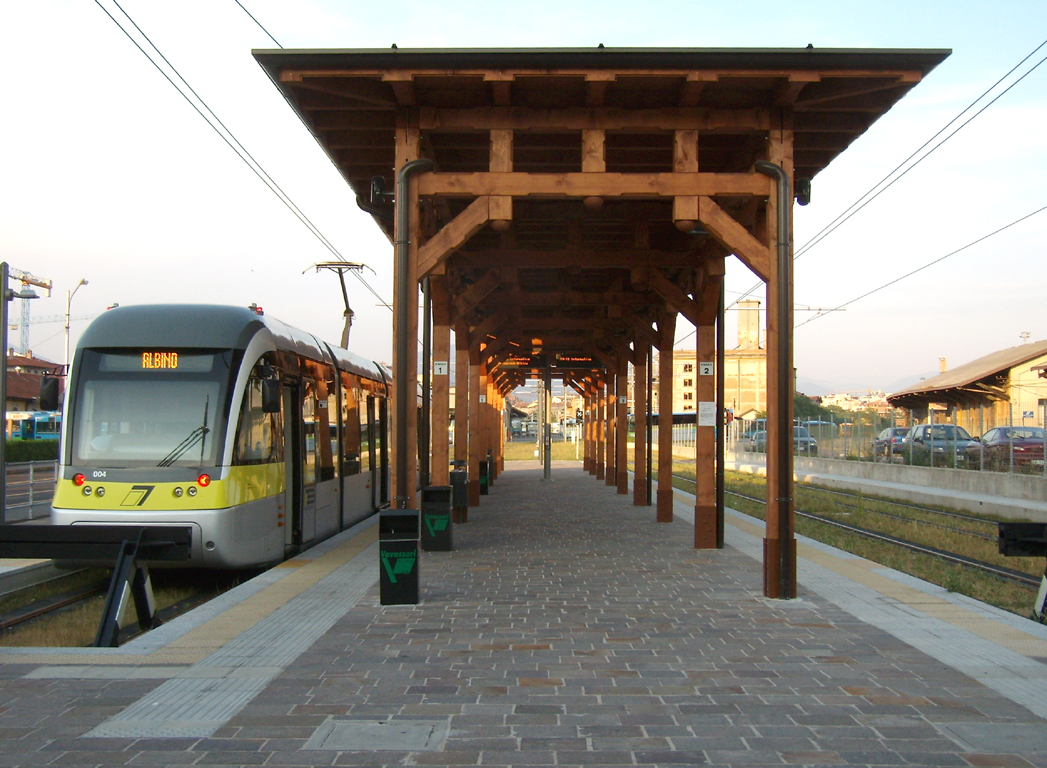
ベルガモ側の起点・ベルガモ駅（イタリア語版）電停（Bergamo FS）（2009年撮影）
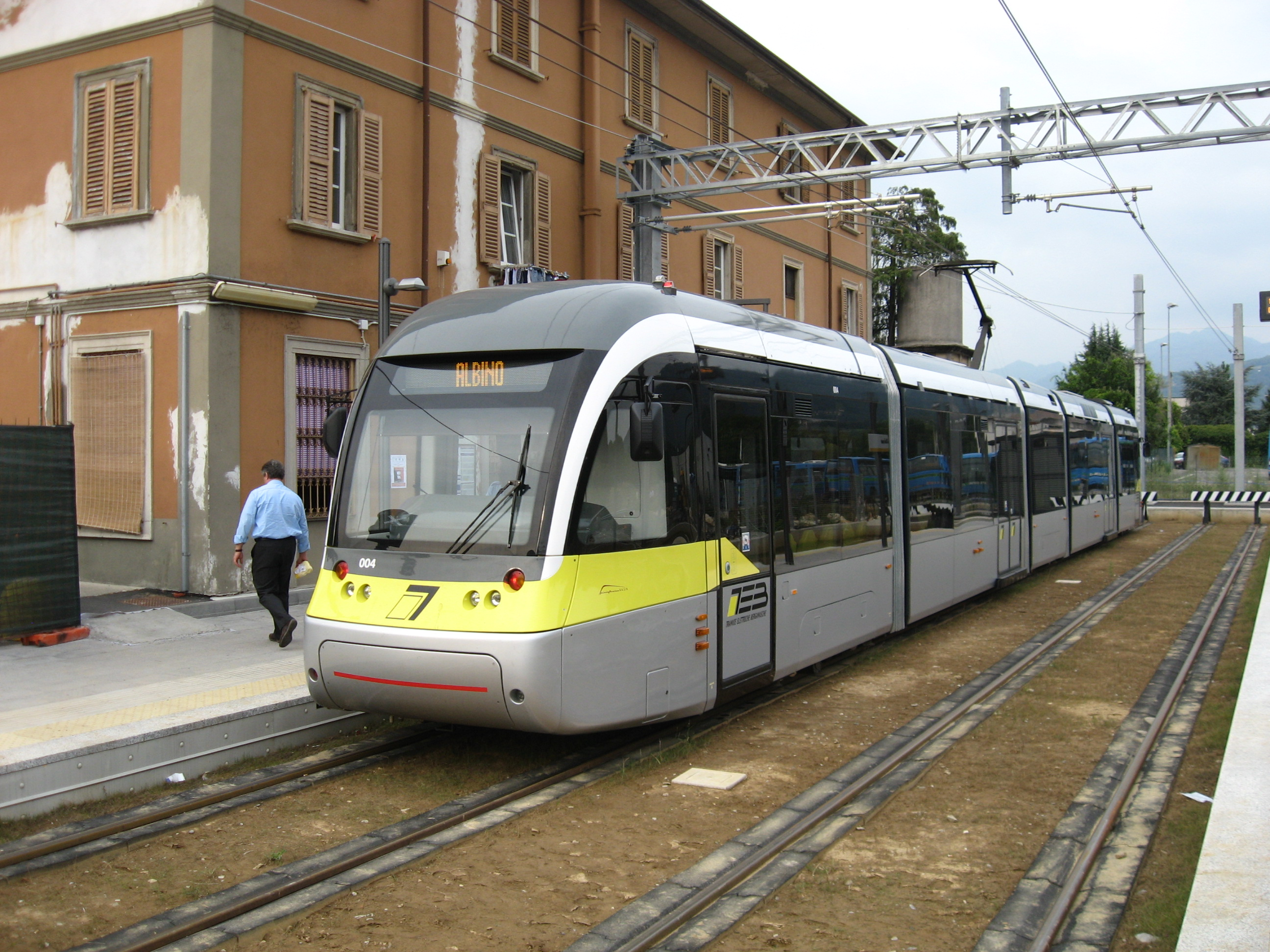
アルビーノ側の終点・アルビーノ電停（Albino）（2009年撮影）
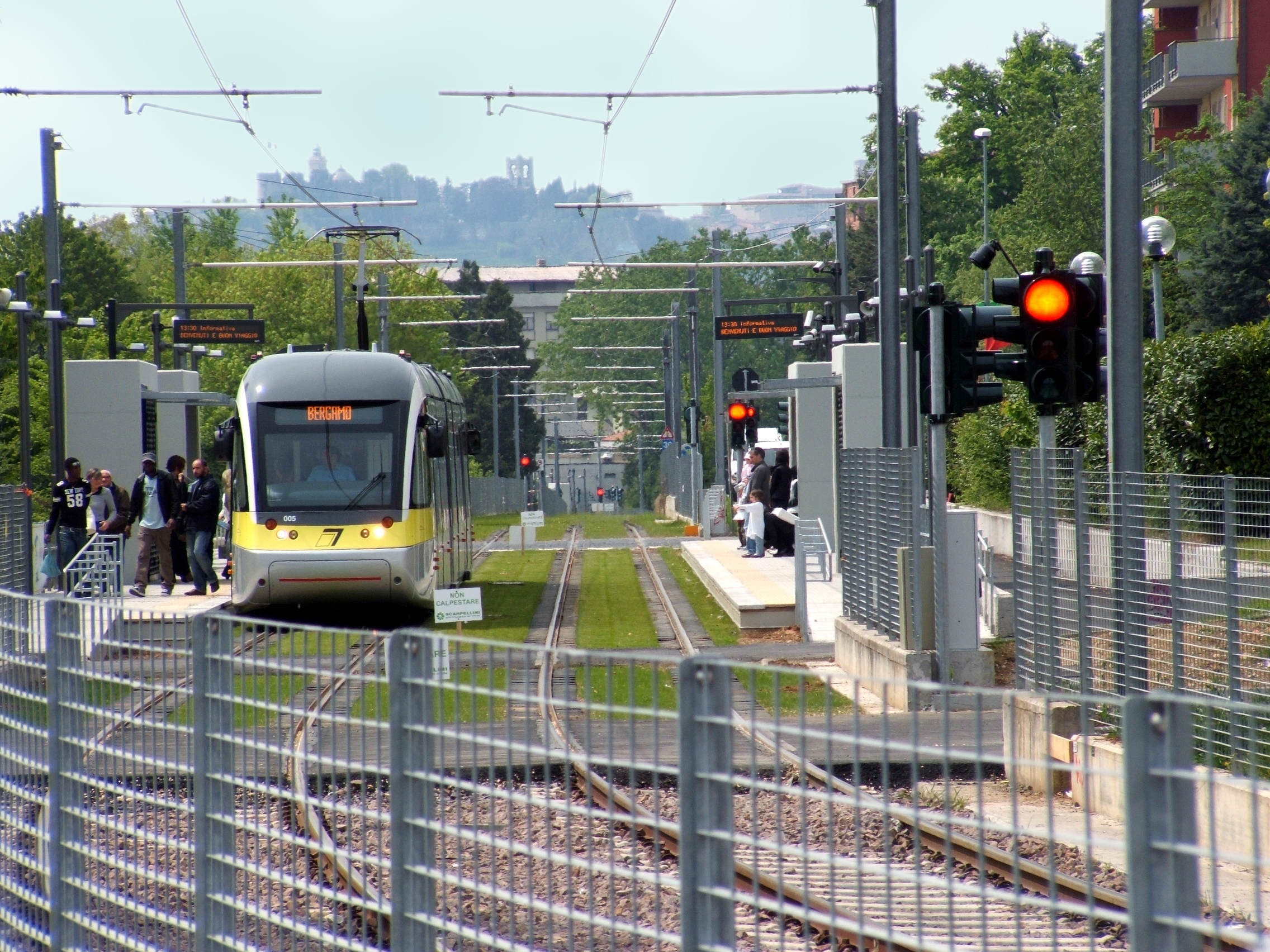
緑化軌道（2009年撮影）
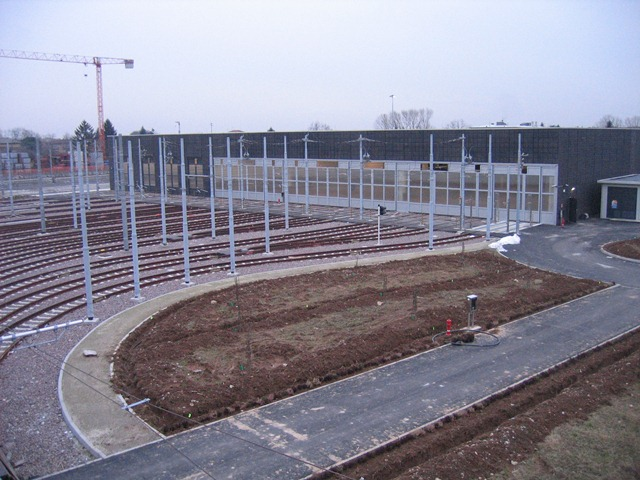
車庫（2009年撮影）

## 車両

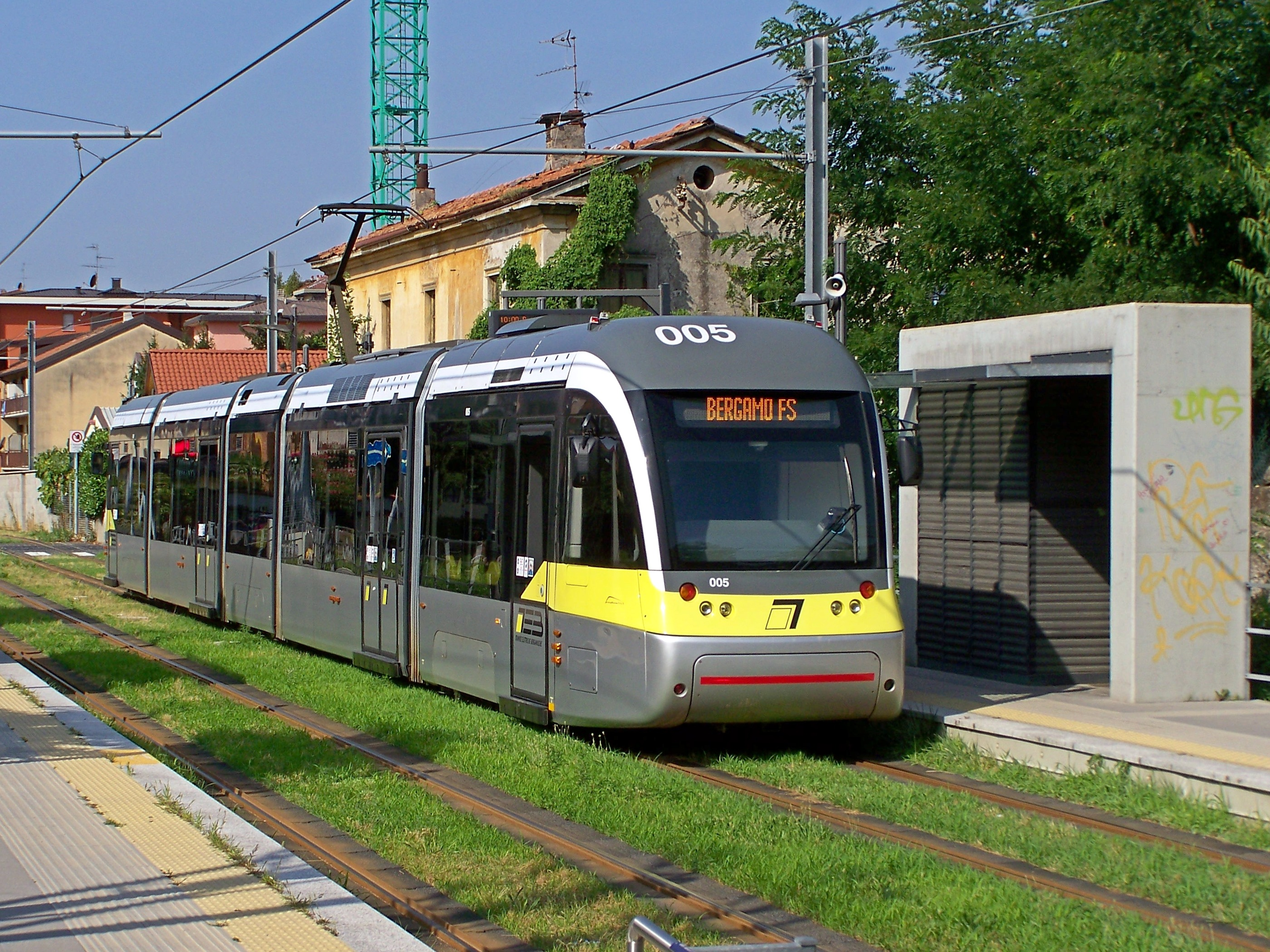
シリオ（2012年撮影）

ベルガモ-アルビーノ・トラム（T1号線）の開通に合わせて14両が導入されたのは、アンサルドブレーダ（現：日立レール）が開発した路面電車車両のシリオである。両運転台式の5車体連接車で、車内全体の床上高さを抑えた超低床電車となっている。車両の設計最高速度は70 km/hだが、営業時の最高速度は25 km/hである。車体のデザインはピニンファリーナが、塗装や内装はクリツィアが手掛けている。
これらに加え、保守用の事業用車として軌陸車のウニモグが1台、機器輸送用の無蓋車が1両車庫に配備されている。

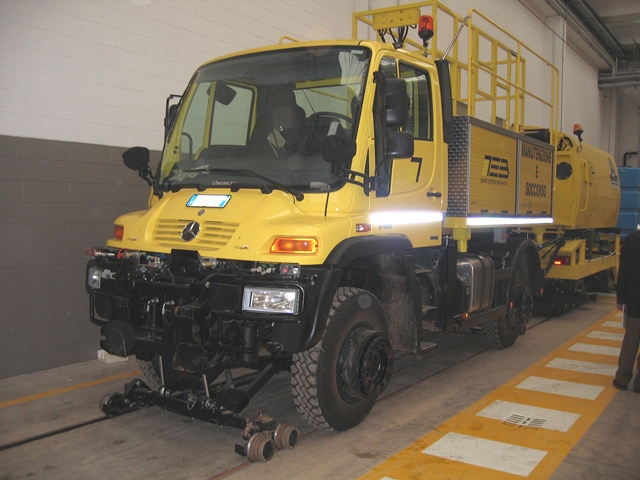
事業用車の「ウニモグ」（2009年撮影）

## 今後の予定
2016年以降、ベルガモ電気軌道会社やベルガモ県に属する各自治体では、ベルガモ-アルビーノ・トラム（T1号線）をアルビーノからヴェルトヴァまで延伸する計画を進めている。これは沿線自治体の定時制・信頼性に長けた公共交通機関の確保が目的であり、2025年時点では検討が行われている段階にある。
一方、電停（駅）について、2026年に予定されているT2号線の開通に合わせ、新たに1箇所増設される事になっている。

## 参考資料
- Paolo Beria; Alex Borlini (2011). Il nuovo tram di Bergamo. Valutazione ex-post delle stime di domanda e dell’analisi costi benefici (Report). Milano: TRASPOL Working Paper TWP1/2011.
- Harry Hondius (2005-1/2). “Rynek tramwajów w 2004 r. – najwięksi producenci tramwajów przed niepewnym jutrem” (PDF). TTS Technika Transportu Szynowego (Instytut Naukowo-Wydawniczy „SPATIUM” sp. z o.o):  28-41 2025年1月27日閲覧。.